# Reinhard Ruge
Reinhard Ruge (* 1934 in Bremen) ist ein deutscher Kirchenmusiker und Orgelsachverständiger.

## Leben
Mit neun Jahren sang Ruge im Knabenchor Eisenach und nach dem Zweiten Weltkrieg in der Liebfrauenkirche in Bremen, wo er den ersten Orgelunterricht erhielt. Nach dem Abitur absolvierte er beim Orgelbauer Paul Ott ein einjähriges Volontariat, wo er Jürgen Ahrend kennenlernte. Ab 1954 studierte er Kirchenmusik an der Hochschule für Kirchenmusik der Evangelischen Kirche von Westfalen in Herford, wo er zunächst das B-Examen ablegte. An der Hochschule für Musik Freiburg setzte er sein Studium fort und schloss es mit dem A-Examen ab.
Nach verschiedenen Stellen in Schweicheln bei Herford und Freiburg im Breisgau wirkte Ruge von 1970 bis 1999 als Kantor und Organist an der Ludgeri-Kirche in Norden. Zusätzlich versah er vier Jahrzehnte das Amt des Orgelrevisors im Alt-Sprengel Ostfriesland (1973–2013). Mit seiner Expertise wurden 47 historische Orgeln restauriert. Besonderen Anteil hatte er an der Planung zur Restaurierung (1981–1985) der bedeutenden Schnitger-Orgel in der Norder Ludgeri-Kirche.

## Schriften
- Die Arp-Schnitger-Orgel in der Ludgerikirche zu Norden (Ostfriesland). Florian Isensee, Oldenburg 2019, ISBN 978-3-7308-1550-2.
- Druckenmüller (Gebrüder). In: Biographisches Lexikon für Ostfriesland. (online)
- Michael Johann Friedrich Wiedeburg. In: Biographisches Lexikon für Ostfriesland. Bd. 2. Ostfriesische Landschaft, Aurich 1997, S. 406–409. (online).
- Orgellandschaft Ostfriesland. Zusammen mit Harald Vogel und Robert Noah. Soltau-Kurier, Norden 1997, ISBN 3-928327-19-4.
- Walter Hans Kaufmann. In: Biographisches Lexikon für Ostfriesland. Bd. 3. Ostfriesische Landschaft, Aurich 2001, S. 230–232 (online).
- Wegweiser zu den Orgeln der Ems-Dollart-Region. Mit Harald Vogel und Stef Tuinstra. 2. Auflage. Rautenberg, Leer 1992.

## Tondokumente
- Die Arp-Schnitger-Orgel in der Ludgerikirche zu Norden. LP, Concord Communications 1988.
- Heinrich Schütz: Johannespassion SWV 481. Westfälische Kantorei, Wilhelm Ehmann. LP.